# Skilift Col
Skilift Col är ett bergspass i Antarktis. Det ligger i den centrala delen av kontinenten. Inget land gör anspråk på området. Skilift Col ligger 1 738 meter över havet.
Terrängen runt Skilift Col är varierad. Trakten är obefolkad. Det finns inga samhällen i närheten. 